# شبه‌جزیره کیتیک
شبه‌جزیره کیتیک (روسی: Кыттык) یک شبه‌جزیره در ناحیه خودگردان چوکوتکای کشور روسیه است.